# ستيف كورتيس
ستيف كورتيس (بالإنجليزية: Steve Curtis)‏ (26 ديسمبر 1948 بكارديف في المملكة المتحدة - 28 أكتوبر 1994) هو ملاكم بريطاني، صنّف ضمن فئة وزن البانتام ‏.

## إحصائيات
خاض خلال مسيرته 7 نزالات، فاز في 4 وتعادل في 1 وخسر في 2.

## روابط خارجية
- ستيف كورتيس على موقع بوكس ريك (الإنجليزية) (registration required)